# Рудольф II (епископ Вюрцбурга)
Рудольф II фон Шеренберг (нем. Rudolf II. von Scherenberg), ок. 1401 года, вероятно, во Франкенвинхайме — 29 апреля 1495 года, Крепость Мариенберг) — князь-епископ Вюрцбурга с 1466 по 1495 год.

## Биография
Рудольф фон Шеренберг происходил из франконского дворянского рода Шеренбергов из Штайгервальда. Единственный сын Эрхарда фон Шеренберга и Анны фон Масбах, последний представитель мужской линии рода.
Был зачислен в Лейпцигский университет в 1416/17 г. и снова в Гейдельбергский университет в 1437 г., чтобы избежать происходивших в Вюрцбурге беспорядков при князе-епископе Иоганне II фон Брунне. В 1450 году был главой соборной школы. 30 апреля 1466 г. сменил Иоганн III фон Грюмбаха в качестве князя-епископа Вюрцбурга. Был конфирмован в сан епископа Папой Павлом II 20 июня и получил хиротонию 28 сентября.
Рудольфу удалось расплатиться с отягощавшими епархию долгами, а также выкупить или вернуть себе заложенное ранее имущество и должности. Ему также удалось примириться с Бамбергским княжеством-епископством. В его честь в крепости Мариенберг были названы Шеренбергские ворота.
Конфликтовал с маркграфом Ансбаха Альбрехтом Ахиллесом, который хотел сделать духовенство в своих владениях и сфере влияния более зависимым. Вместе с бамбергским епископом Филиппом фон Хеннебергом Рудольф II отлучил правителя от церкви и наложил на него интердикт. Во время Баварской войны два епископа выступили против Альбрехта на стороне герцога Баварии-Ландсхут Людвига IX.
В 1476 году подавил движение Ганса Бёма, который был сожжён на костре в Вюрцбурге.
В 1480 году первым срреди немецких правителей создал инструкции для городских акушерок (более полные правила акушерства стали распространенными только в XVI в). В 1490 и 1494 годах ввёл особую одежду для проституток.
Умер в 1495 году от каменной болезни, во время вскрытия в мочевом пузыре был обнаружен большой твердый камень весом более 500 граммов, прилипший к стенке органа.
Похоронен в соборе Святого Килиана в Вюрцбурге. Его преемник Лоренц фон Бибра поручил Тильману Рименшнейдеру спроектировать могилу Рудольфа и при своей жизни поручил Рименшнейдеру сделать свою могилу всего в нескольких метрах. Два могильных памятника стоят рядом друг с другом, сделанные из известняка аднетского мрамора. Они имеют схожий мотив, но представлены в стиле поздней готике и ренессанса.